# Тома Томов (ватерполіст)
Тома Томов (17 листопада 1946) — болгарський ватерполіст.
Учасник Олімпійських Ігор 1972 року.